# (24464) Williamkalb
(24464) Williamkalb est un astéroïde de la ceinture principale d'astéroïdes.

## Description
(24464) Williamkalb est un astéroïde de la ceinture principale d'astéroïdes. Il fut découvert le 24 septembre 2000 à Socorro (Nouveau-Mexique) par le projet LINEAR. Il présente une orbite caractérisée par un demi-grand axe de 2,40 UA, une excentricité de 0,11 et une inclinaison de 5,3° par rapport à l'écliptique.

## Compléments